# Insula Merritt
Insula Merritt este un loc desemnat pentru recensământ (CDP) din comitatul Brevard, Florida, Statele Unite ale Americii, situat pe coasta estică a Floridei, de-a lungul Oceanului Atlantic. La recensământul din 2010 populația a fost de 34.743 de persoane. Face parte din zona statistică metropolitană Palm Bay – Melbourne – Titusville. Denumirea „Insula Merritt” se referă, de asemenea, la toată peninsula, greșit denumită „insulă”.
Merritt Island National Wildlife Refuge și John F. Kennedy Space Center al NASA sunt situate în partea de nord a insulei Merritt. Zona sudică este rezidențială, cu zone comerciale și zone ușor industriale. 
Partea centrală a insulei Merritt, cunoscută anterior ca orașul Merritt găzduiește majoritatea populației și include liceul local, biblioteca și cartierul comercial. 

## Istorie

### Etimologie
Insula Merritt își datorează numele regelui Spaniei. Întreaga insulă face parte dintr-un teritoriu oferit de împărat unui nobil pe nume Merritt.

### Perioada precolumbiană
Săpăturile arheologice au adus la suprafață fosilele unor animale dispărute precum mastodontul, țestoasa uriașă, cămila, calul, mamutul, pecarul și tapirul, animale care populau în zonă cu 11000 de ani în urmă. Extincția acestora a făcut parte dintr-o extincție mai mare în America de Nord, în care au dispărut caii nativi, mastodonții și alte camelide. Posibilele cauze ale extincției includ schimbările climatice globale și vânarea de către populația Clovis, sosită în zonă.  Această extincție megafaunală s-a suprapus aproximativ cu apariția culturii Clovis, iar analizele biochimice au arătat că uneltele Clovis au fost folosite în masacrarea cămilelor.
Undeva în perioada 800–900 d.Hr. amerindienii populau deja zona. Majoritatea acestora s-a stabilit la marginea lagunei.

### Perioada postcolumbiana
În 1605 exploratorul spaniol Alvaro Mexia a vizitat într-o misiune diplomatică triburile care locuiau în zona Indian River. A numit tribul local Ais, ca parte a provinciei native din Ulumay. Pe o hartă colorată pe care a desenat-o, Insula Merritt a fost înfățișată ca o insulă proeminentă în zonă; o copie a acesteu hărți se află în arhivele Bibliotecii Congresului și arhivele din Sevilia, Spania. În câțiva ani, cu puține excepții, toți localnicii au murit, ca urmare a contactării bolilor aduse – involuntar – de către europeni.
În anii 1760 plantația Elliott a cultivat zahărul și l-a prelucrat. Rămășițele plantației pot fi întâlnite în Wildlife Refuge.
În aprilie 1788 botanistul francez André Michaux a sosit pe Insula Merritt, lângă Cape Canaveral, unde a petrecut cinci zile în căutarea plantelor. El a scris o scrisoare pe 24 aprilie 1788 ,de Sfântul Augustin, raportând descoperirea plantei Annona grandiflora (Bartr.).
Fortul Ann a fost construit pe coasta de est a insulei Merritt în 1837, în apropierea Canalului Haulover de astăzi pentru a proteja zona de triburile Seminole.
Istoria recentă a insulei Merritt datează de la mijlocul secolului al XIX-lea și se axează pe cultivarea citricelor, în special a ananasului și a portocalelor. Portocalele din Indian River și grapefruitul provin din această zonă nisipoasă. Înghețul a distrus industria ananasului către sfarsitul anilor 1890.
După Războiul Civil American sclavii eliberați au construit mici orașe în zonă, inclusiv Haulover, Clifton și Shiloh.
Populația insulei a crescut în anii 1950–1960, odată cu începerea cursei spațiale, iar NASA s-a extins în apropiere. Construcția unui canal de barje pe calea navigabilă intracoastală din Oceanul Atlantic (pentru transporturile de produse petroliere) a izolat jumătatea de nord a insulei timp de mulți ani. Până în prezent, porțiunea de nord a insulei rămâne mai puțin dezvoltată, cu câteva zone rămase ca pășuni pentru bovine sau terenuri pentru cultivarea citricelor. Micile orașe de pe insulă au dispărut odată cu începerea epocii spațiale, acum păstrându-se doar numele străzilor și al bisericilor istorice.   
În perioada 1978–2012 Sea Ray a exploatat o fabrică pe Insula Merritt,  la un moment având un număr de 1200 de angajați. Uzina a fost închisă în 2013.

## Geografie

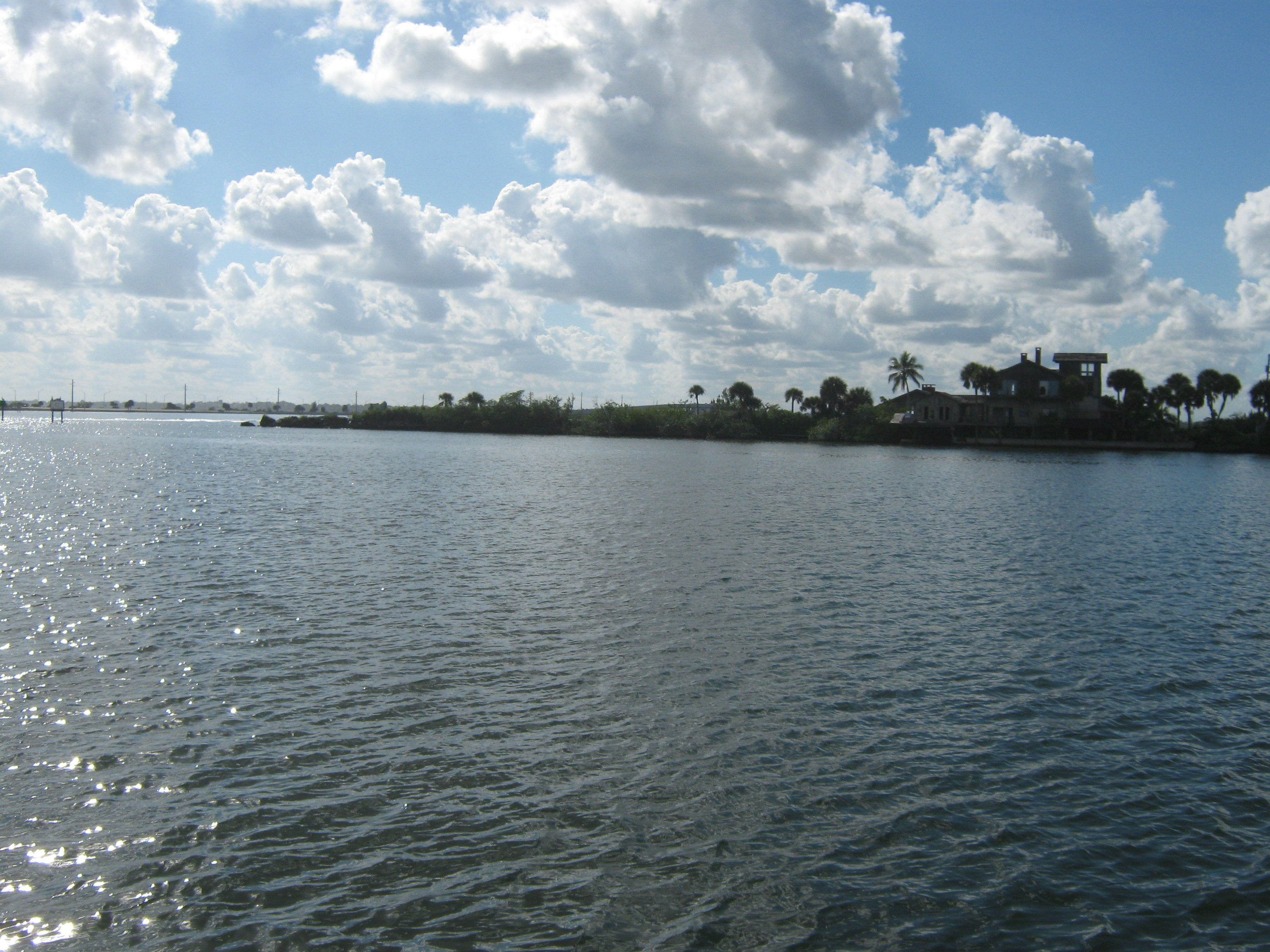
Capătul sudic al insulei Merritt

Potrivit United States Census Bureau, CDP are o suprafață totală de 122,2 km2, dintre care 45,4 km2 reprezintă uscat și 76,8 km2 (sau 62,88 %) este apă.
„Insula” Merritt a fost dintotdeauna o peninsulă. Ea este unită cu partea continentală a Floridei, unde drumul statal 3 intersectează US1 în comitatul Volusia. La vest și la sud este separată de Indian River Lagoon și de Atlantic Intracoastal Waterway. Partea estică a insulei Merritt se divide și este împărțită de Sykes Creek și Newfound Harbor. Acestea sunt separate prin Banana River Lagoon de Cocoa Beach, Florida . 
La vest, insula este legată continent, respectiv de Brevard County (lângă Titusville și Cocoa) la capătul nordic al acesteia și de Melbourne, la capătul sudic. 

### Faună
La nord, insula Merritt Island National Wildlife Refuge este parte a Canaveral National Seashore, formând o zonă protejată nepopulată, în vederea lansării de rachete de la Centrul Spațial Kennedy. Există aproximativ 356 specii de păsări pe peninsulă, această populație aviară fiind una dintre cele mai diverse din țară. Păsările migratoare se alătură faunei sălbatice rezidente, inclusiv aligatori, lamantini, delfini, broaște țestoase, vulturi pleșuvi, uliganii etc.   

### Localități pe insula Merritt
Insula Merritt are sau a avut 23 de comunități, toate neîncorporate, printre care: 
- Allenhurst
- Angel City
- Audubon[3]
- Banyan
- Courtenay[3]
- Fairyland
- Georgiana
- Heath
- Indianola
- Lotus
- Merritt City
- Orsino
- Shiloh[3]
- Tropic
- Wilson

## Date demografice
La recensământul din 2000, au fost numărate 36.090 de persoane, 14.955 de gospodării și 10.049 de familii care locuiau în CDP. Densitatea populației a fost de 789,5 persoane/km² iar cea a unităților de locuit de 345,9/km²). Compoziția rasială a CDP a fost 90,22 % caucazieni, 5,31 % afro-americani, 0,41 % americani nativi, 1,65 % asiatici, 0,06 % din insulele Pacificului, 0,68 % alte rase si 1,66 % de doua sau mai multe rase. Hispanicii au reprezentat 3,83 % din totalul populației.   